# Romerska vägar

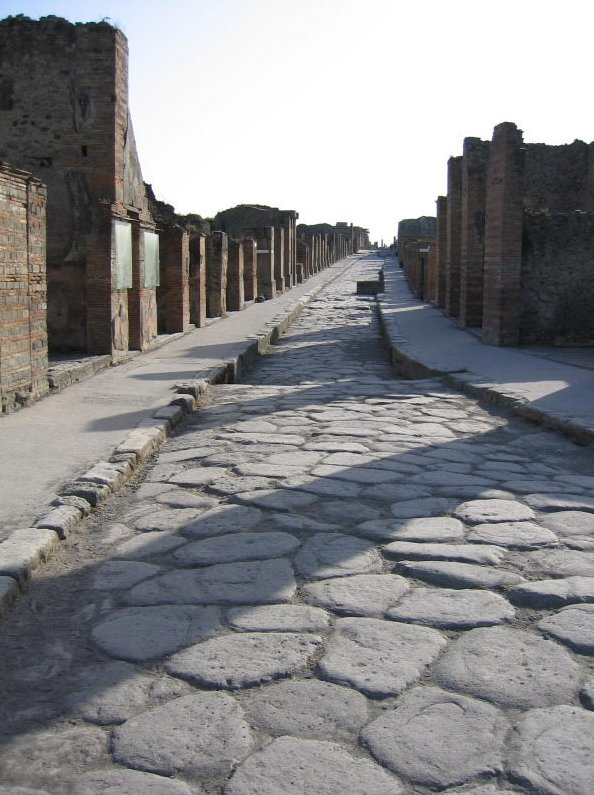
En romersk väg i Pompeji.

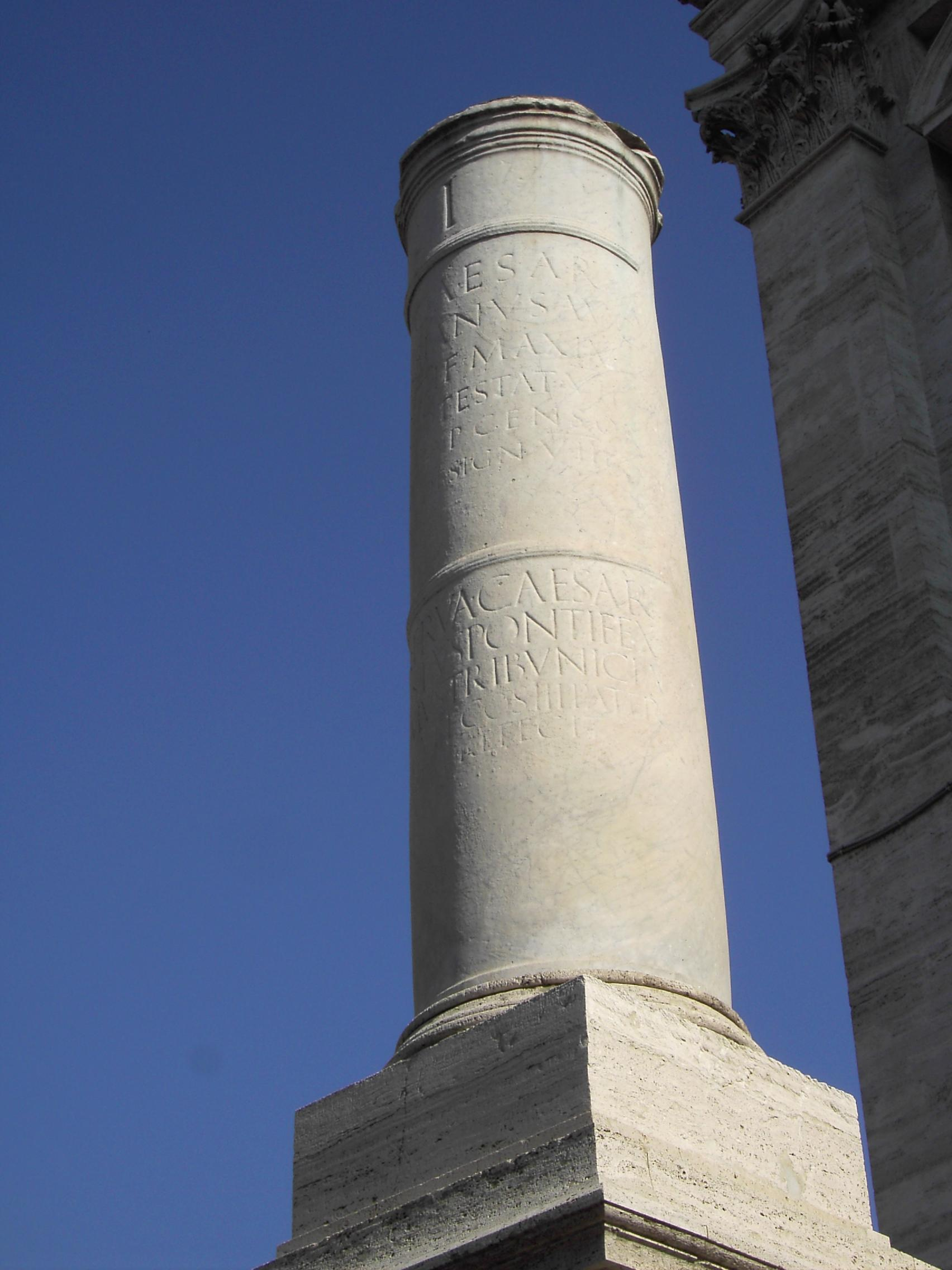
Miliarium (milsten).

Romerska vägar var livsviktiga för tillväxten av det romerska riket genom att tillåta effektivare förflyttning av armén, handelsvaror och nyhetsbud. När nätet var som störst sträckte sig vägarna 85 004 kilometer och hade ungefär 372 länkar. Ett populärt talesätt har blivit Alla vägar bär till Rom.
Av militära, kommersiella och politiska anledningar blev romarna mycket duktiga på att bygga vägar, som de själva kallade viae. Syftet med vägarna var alltid primärt att förflytta material från en plats till en annan. Dessa långa vägar var också viktiga för att uppehålla stabiliteten och expansionen i riket. De romerska legionerna tjänade in mycket tid genom vägarnas användande, och vissa av vägarna används än i dag, tusentals år senare. Senare i antiken spelade vägarna en stor roll i den romerska militärens fall, då vägarna gav en fördel för invaderande barbarer.
De flesta romerska vägar uppkallades efter censorn i det romerska riket, som beordrade konstruktionen eller rekonstruktionen. Samma person användes ofta efteråt som konsul, men vägnamnet dateras till hans mandat som censor. Om vägen var äldre än mandatet för censorn eller hade okänt ursprung, tog denna namnet från sin destination eller regionen som den till största delen gick igenom. En väg gavs ett nytt namn om censorn beordrade större rekonstruktioner, såsom omdirigering eller renovering.